# Merete Fjeldavlie
Merete Fjeldavlie (Oslo, 13 agosto 1968) è un'ex sciatrice alpina norvegese.

## Biografia
Sciatrice specialista del supergigante, Merete Fjeldavlie ottenne il primo piazzamento di rilievo in carriera il 29 gennaio 1990, classificandosi 10ª nello slalom gigante di Coppa del Mondo disputato a Santa Caterina Valfurva; in quella stagione si aggiudicò anche la classifica di slalom gigante in Coppa Europa. Nella stagione successiva esordì ai Campionati mondiali, chiudendo al 14º posto il supergigante iridato di Saalbach-Hinterglemm 1991.
Il 26 gennaio 1992 conquistò a Morzine in supergigante il primo podio in Coppa del Mondo (3ª dietro all'italiana Deborah Compagnoni e all'austriaca Ulrike Maier); in seguito prese parte ai XVI Giochi olimpici invernali di Albertville 1992, sua unica presenza olimpica, classificandosi 15ª nello slalom gigante, 22ª nello slalom speciale e non portando a termine il supergigante e la combinata. Nell'ultimo scorcio di quella stagione ottenne la sua unica vittoria e il suo ultimo podio in Coppa del Mondo, rispettivamente l'8 marzo a Vail (precedendo, nell'ordine, l'austriaca Petra Kronberger e la francese Carole Merle) e il 19 marzo a Crans-Montana (2ª alle spalle della Merle), in entrambi i casi in supergigante. Fu la sua migliore stagione in Coppa del Mondo, con il 21º posto nella classifica generale e il 2º in quella di supergigante vinta dalla Merle per 108 punti.
Ai Mondiali della Sierra Nevada del 1996 fu 27ª in supergigante; tre stagioni dopo conquistò in discesa libera a Megève, il 5 e 6 gennaio 1999, la sua ultima vittoria e il suo ultimo podio (2ª) in Coppa Europa. Convocata nel 2001 per i Mondiali di Sankt Anton am Arlberg, sua ultima presenza iridata, si piazzò 9ª nella discesa libera e 21ª nel supergigante. Terminò l'attività agonistica il 22 dicembre dello stesso anno con il supergigante di Coppa del Mondo disputato a Sankt Moritz, non concludendo la prova.

## Palmarès

### Coppa del Mondo
- Miglior piazzamento in classifica generale: 21ª nel 1992
- 3 podi (tutti in supergigante):
  - 1 vittoria
  - 1 secondo posto
  - 1 terzo posto

#### Coppa del Mondo - vittorie
| Data         | Località | Paese       | Specialità |
| ------------ | -------- | ----------- | ---------- |
| 8 marzo 1992 | Vail     | Stati Uniti | SG         |

Legenda:

SG = supergigante

### Coppa Europa
- Miglior piazzamento in classifica generale: 3ª nel 1990
- Vincitrice della classifica di slalom gigante nel 1990
- 5 podi (dati dalla stagione 1994-1995):
  - 1 vittoria
  - 2 secondi posti
  - 2 terzi posti

#### Coppa del Mondo - vittorie
| Data           | Località | Paese   | Specialità |
| -------------- | -------- | ------- | ---------- |
| 5 gennaio 1999 | Megève   | Francia | DH         |

Legenda:

DH = discesa libera

### Australia New Zealand Cup
- 1 podio (dati dalla stagione 1994-1995):
  - 1 vittoria

#### Australia New Zealand Cup - vittorie
| Data           | Località | Paese         | Specialità |
| -------------- | -------- | ------------- | ---------- |
| 16 agosto 1994 | Cardrona | Nuova Zelanda | GS         |

Legenda:

GS = slalom gigante

### Campionati norvegesi
- 20 medaglie[1]:
  - 7 ori (slalom gigante nel 1987; slalom speciale nel 1988; slalom gigante nel 1990; slalom gigante nel 1992; discesa libera, supergigante, combinata nel 2001)[2]
  - 8 argenti (combinata nel 1986; slalom gigante nel 1988; slalom speciale nel 1990; combinata nel 1992[senza fonte]; discesa libera, combinata[senza fonte] nel 1996; slalom gigante nel 1997; slalom gigante nel 2001)
  - 5 bronzi (slalom speciale nel 1987; slalom speciale nel 1992[senza fonte]; supergigante nel 1995; slalom gigante nel 1996; supergigante nel 1997)